# The Accident Man
The Accident Man é o primeiro romance da série Samuel Carver do escritor inglês de suspense, Tom Cain, lançado em 2 de julho de 2007 pela Bantam Press.

## Trama
O romance propõe um relato fictício para os eventos que cercaram a morte de Diana, Princesa de Gales, com base em algumas das teorias da conspiração que circularam posteriormente. O personagem central, Samuel Carver, é um ex-fuzileiro naval, agora assassino, que é enganado para cometer o ato. A história se concentra nos esforços de Carver para evitar as tentativas de assassinato de seus ex-empregadores, enquanto ele tenta descobrir as origens da "ordem de morte" e levar os envolvidos à justiça.

## Filme
O romance foi adquirido pela Paramount Pictures em 2007, no entanto, isso foi durante a greve do Writers Guild of America de 2007-2008 e nenhum outro detalhe foi divulgado desde então.

## Recepção
O romance foi relativamente bem recebido, com os críticos elogiando principalmente a ação rápida e o enredo criativo do romance. Alguns críticos, no entanto, criticaram o romance "não totalmente crível" entre Carver e sua suposta assassina russa Alix.
Carol Memmott do USA Today elogiou o romance, chamando-o de uma "estreia emocionante por minuto" e comentando sobre a "imaginação impressionante de Cain sobre as vidas e mentes de assassinos pagos e membros de gangues russas". Em uma crítica do The Calgary Herald para o Canada.com, Dan Healing elogia a "atenção aos detalhes" do romance, a capacidade de Cain de construir e relaxar a tensão nos momentos certos; no geral, Healing chama o romance de "tour de force, especialmente para um romancista estreante". Susanna Yager, do The Daily Telegraph, declarou, em uma crítica positiva, que "é tudo esplendidamente implausível e uma leitura ideal para a praia".
Oline H. Cogdill, do Pittsburgh Live, foi mais crítica ao romance. Ela afirmou que "um romance previsível, e não totalmente crível, estraga a originalidade de "The Accident Man", assim como o vilão de rigor que não pode ser morto, mas fala sem parar", no entanto, também afirma que "Cain mantém o cenário de tirar o fôlego e a ação de parar o coração". Esses sentimentos foram refletidos pela Publishers Weekly, que opinou que "esperançosamente, Cain manterá o caos e suavizará o interesse amoroso em seu próximo thriller de Samuel Carver". O New Statesman foi particularmente crítico, com a crítica Hannah Davies achando o protagonista Carver "notavelmente estúpido" e a premissa "ridícula"; afirmando, sobre o romance, "qualquer originalidade é logo sacrificada por cenários chamativos".